# Święta Katarzyna, Lower Silesian Voivodeship
Święta Katarzyna [ˈɕfjɛnta kataˈʐɨna] ("Saint Catherine", tiếng Đức: Kattern) là một ngôi làng ở Gmina Siechnice, huyện Wrocław, Lower Silesian Voivodeship, ở phía tây nam Ba Lan.
Trước ngày 1 tháng 1 năm 2010, quận Gmina Siechnice được gọi là Gmina Święta Katarzyna, và Święta Katarzyna là khu vực hành chính của nó. (Đây là một trong hai trường hợp duy nhất ở Ba Lan, nơi một gmina có một thị trấn nhưng có ghế hành chính trong một ngôi làng; trường hợp còn lại là Gmina Nowe Skalmierzyce.)
Ngôi làng có dân số 1.872 (tính đến năm 2006). Nó nằm khoảng 12 kilômét (7 mi) về phía đông nam của thủ phủ khu vực Wrocław. Nó xuất hiện lần đầu tiên trong hồ sơ bằng văn bản vào năm 1257 với tên Santa Kinda. Trước năm 1945, khu vực này là một phần của Đức.
Các tòa nhà đáng quan tâm bao gồm nhà thờ kiên cố Saint Catherine, có niên đại ít nhất là 1257, và đã được xây dựng lại trong nhiều dịp, kể cả vào năm 1720 và sau Thế chiến thứ hai. Nhà thờ chứa một bức tranh của Madonna of Częstochowa, và được coi là một đền thờ Thánh Mẫu.
Đường tránh phía đông của Wrocław chạy qua Święta Katarzyna. Nó cải thiện sự kết nối làng với thành phố . 

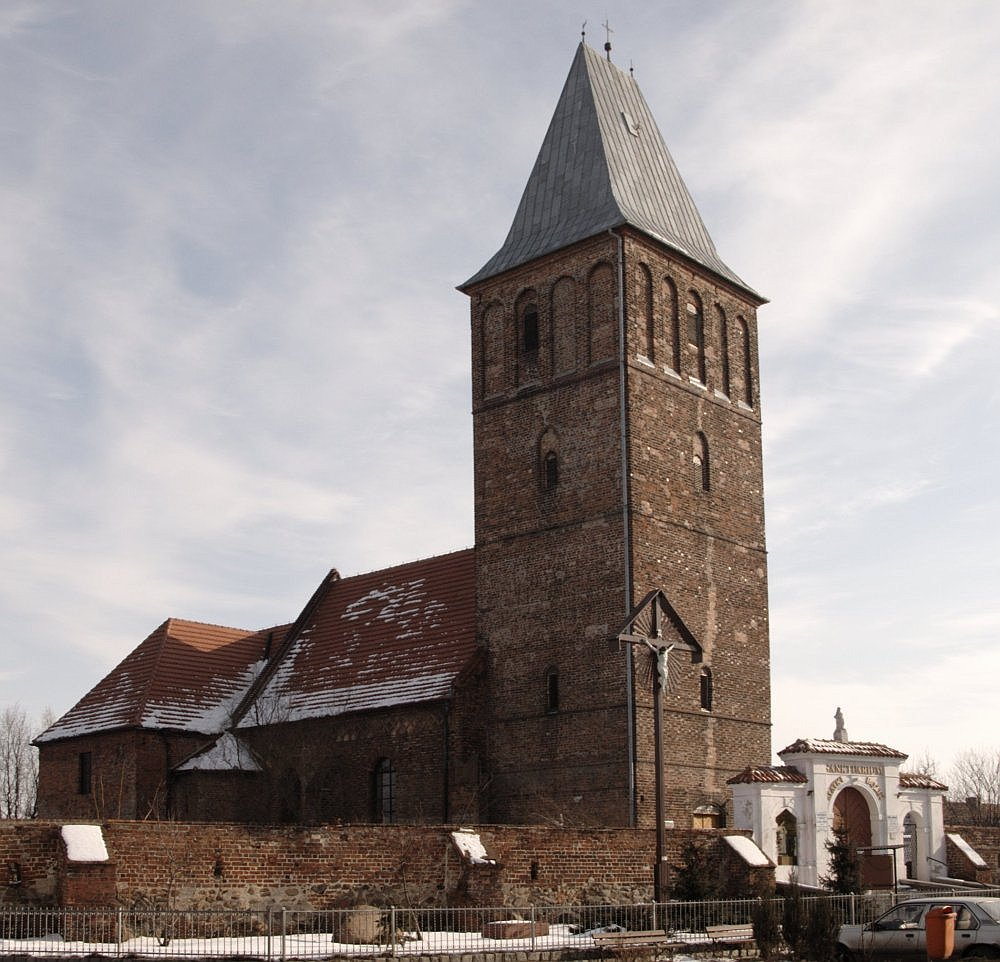
Nhà thờ thánh Catherine